# Dick Jones (aktor)
Dick Jones, właśc. Richard Percy Jones Jr. (ur. 25 lutego 1927 w Snyder, zm. 7 lipca 2014 w Northridge) – amerykański aktor filmowy i telewizyjny. Wyróżniony gwiazdą na Hollywoodzkiej Alei Gwiazd.

## Filmy
- 1934: Washee Ironee
- 1934: Flip i Flap w krainie cudów jako uczeń (niewymieniony w czołówce)
- 1936: Exclusive Story jako syn Higginsa
- 1936: Młody lord Fauntleroy jako Ceddie w wieku 7 lat (niewymieniony w czołówce)
- 1937: Wzgardzona jako Lee Morrison
- 1939: Pan Smith jedzie do Waszyngtonu jako Richard Jones
- 1939: Młodość Lincolna jako  Adam Clay jako chłopiec (niewymieniony w czołówce)
- 1939: Destry znowu w siodle jako  Eli Whitney Claggett
- 1940: Złoto dla Południa jako Cobby Gill
- 1942: The Vanishing Virginian jako Robert Yancey Jr
- 1943: Wyjęty spod prawa jako chłopiec (niewymieniony w czołówce)
- 1949: Pole bitwy jako czołgista (niewymieniony w czołówce)
- 1949: Piaski Iwo Jimy jako przestraszony Marine (niewymieniony w czołówce)
- 1952: The Old West jako Pinto
- 1954: Mosty Toko-Ri jako pilot (niewymieniony w czołówce)
- 1965: Requiem for a Gunfighter jako Cliff Fletcher